# Kontigi

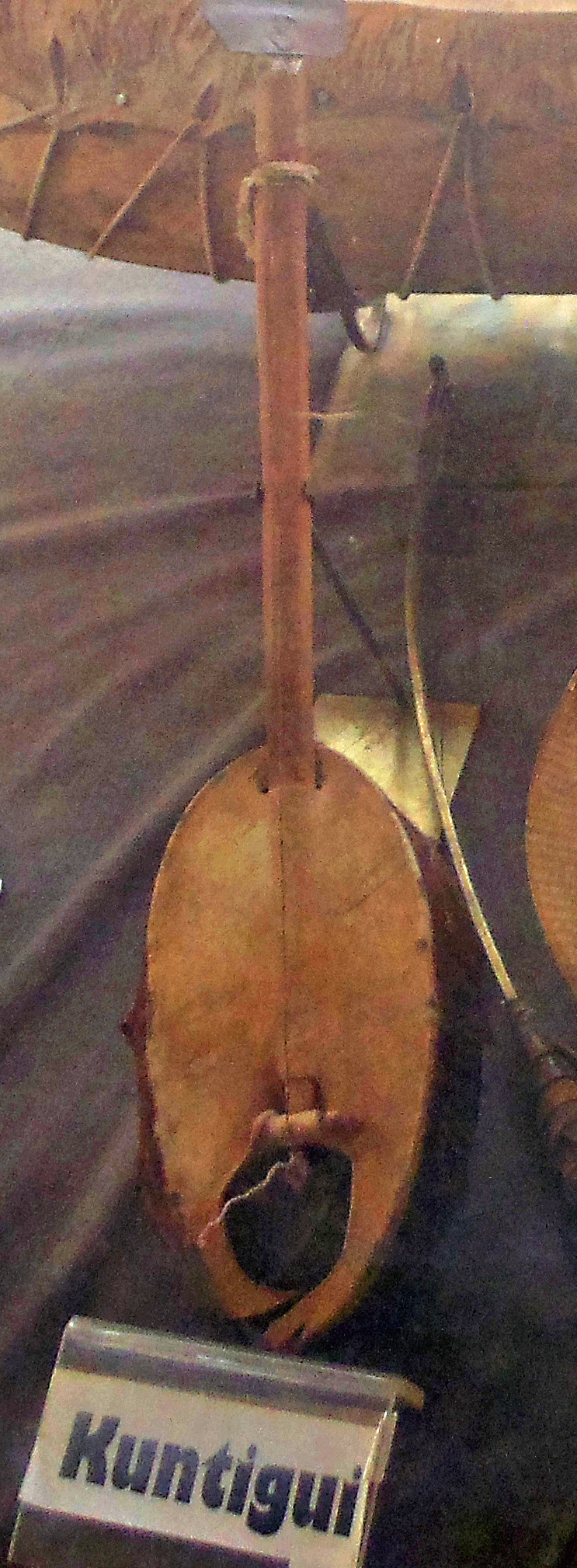

Kontigi ou kuntigi é um alaúde de uma corda usado na música hauçá. Também é encontrado entre povos islâmicos na África Ocidental. O executante mais conhecido é Dan Maraya.